# 口述影像
口述影像（英文：audio description，或descriptive video service），是一種為視障人士提供的服務，透過口語或文字敘述，將視障者無法接收的影像訊息轉換成言辭符號，讓視障者也能克服視覺障礙，協助他們克服生活、學習和就業環境中各種影像障礙的服務。簡單地說，口述影像就是把「看見」的「說」出來。
視障口述影像服務的應用範圍包括：電視、電影、戲劇、博物館展覽、自然景觀的口語描述、到教科書插圖之文字解說等，乃至對任何視覺屬性之傳播媒介訊息的口語轉述皆屬之。
以電影為例，口述影像便是在不干擾正常節目的聲音訊息和對白的情況下，將影片中的視覺成分，如空間佈景、場景、人物表情、動作等用語言加以解釋與描述的技術。

## 目的
視覺障礙，不只是感知的障礙，還影響了「理解、思考、記憶、創造、溝通」等能力的發展。因此，「視障口述影像服務」不但協助視障者將無法接收的影像訊息轉換成言辭，以克服生活、學習和就業環境中各種影像障礙，透過「視障口述影像服務」更能累積視障者影像訊息的養分、彌補缺損，增進視障者融入社會文化的能力，也讓視障者和親友藉由共同觀賞、共同參與、共同分享，建立互動與共同記憶，真正融入家庭與社會文化生活。因此，「視障口述影像服務」是一種深具社會意涵的服務工作。

## 各地發展

### 台灣
台灣淡江大學大眾傳播學系的趙雅麗教授，在國科會的支持下，對口述影像進行了為期多年的科學研究，是全球第一個對口述影像進行系統性科學研究，並建構了從視覺語言到文字語言的翻譯、再現到表現的口述影像理論，繼而研發口述影像的創新服務。著有《言語世界中的流動光影-口述影像的理論建構》專書。
2002年，在台灣多位傳播界教授的發起下，促成了口述影像發展協會的成立。口述影像發展協會初期的服務工作，以「視障口述影像服務」為主。

### 香港
香港盲人輔導會在2011和2012年分別獲得賽馬會創意香港基金及香港公益金贊助，推動香港電影口述影像發展計劃，在2012年3月27日正式完成第一階段的實習部分。
此外，香港展能藝術會亦於2011年獲賽馬會慈善信託基金資助，成立賽馬會藝術通達服務中心，為香港的展覽、表演等藝文活動提供包括口述影像在內的通達服務。
另外，香港口述影像協會（AuDeAHK）於2015年成立，具有口述影像學術研究背景和實務經驗的專業機構。致力推廣口述影像及培訓專業口述影像員，提倡資訊無障礙，促進社會共融。本會提供多元化的口述影像服務、口述影像員培訓課程、公眾教育及口述影像顧問服務。服務範疇包括：電影、電視節目、表演、展覽及觀光等等。